# Ratusz w Morągu
Ratusz w Morągu – ratusz położony na placu Jana Pawła II w Morągu, w województwie warmińsko-mazurskim. Jest budowlą gotycką, wybudowaną w 1444 roku. W czasie wojen szwedzkich wywieziono z niego dzwon alarmowy i zegar. Spalony i odbudowany po wielkim pożarze miasta w roku 1697. Był później przebudowywany: w 1843 roku bryła wzbogaciła się o neobarokową wieżyczkę. Po zniszczeniach II wojny światowej został odbudowany w latach 1948–1953. W ratuszu mieściło się muzeum im. Johanna Gotfriera Herdera, mieszkańca Morąga.
Ceglany budynek został zbudowany na planie prostokąta i nakryty dachem siodłowym. Pierwotnie piętrowy, obecnie dwupiętrowy. Boczne ściany zdobią szczyty schodkowe, a okna są przemieszane z blendami. Na środku dachu umieszczono wieżyczkę o kwadratowej podstawie przechodzącej wyżej w ośmiobok, na którym znajdują się cztery tarcze zegarowe, nakrytą wysmukłym, kilkukondygnacyjnym hełmem z latarnią i zwieńczoną iglicą.
Koło ratusza dwie armaty odlane w Liège, pochodzące z czasów wojny francusko-pruskiej z lat 1870–1871, w Morągu od 1914 roku Po drugiej stronie budynku zabytkowa, żeliwna pompa z wylotem wody w kształcie ryby.
Od września 2024 roku, na parterze w sali ślubów, odbywają się nabożeństwa miejscowego zboru należącego do Parafii Ewangelicko-Augsburskiej w Ostródzie.